# بيت هوارد
بيت هوارد (بالإنجليزية: Pete Howard)‏ هو طبال بريطاني، ولد في 1960.